# Antonio Domenico Triva

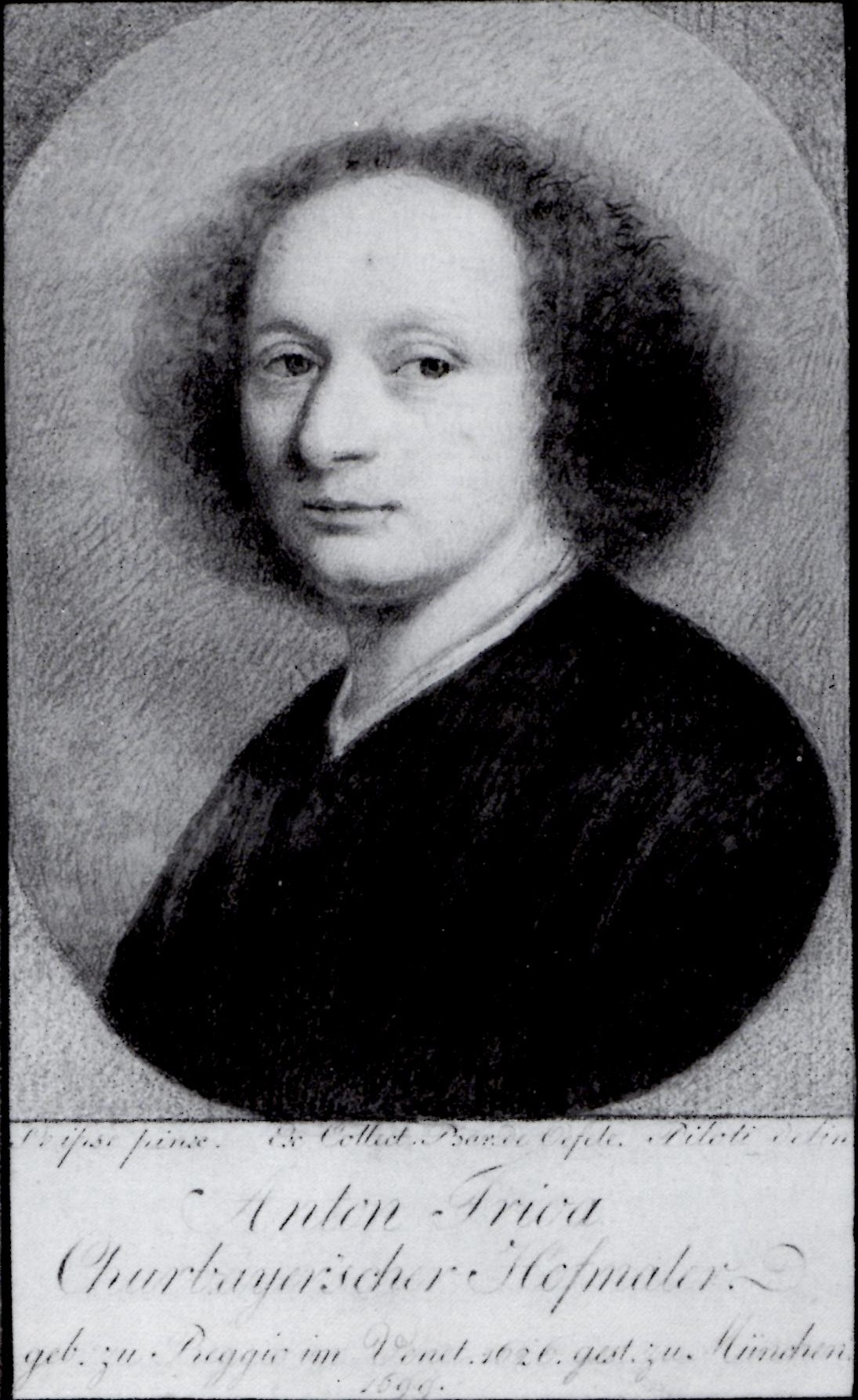
Anton Trivia (1626–1699)

Antonio Domenico Triva (* 1626 in Reggio nell’Emilia; † 1699 in München) war ein italienischer Maler im Zeitalter des Barock.
Triva war ein Schüler von  Guercino in  Bologna. Er war tätig in Piacenza, Rovigo, Padua, Brescia, Turin und Venedig.

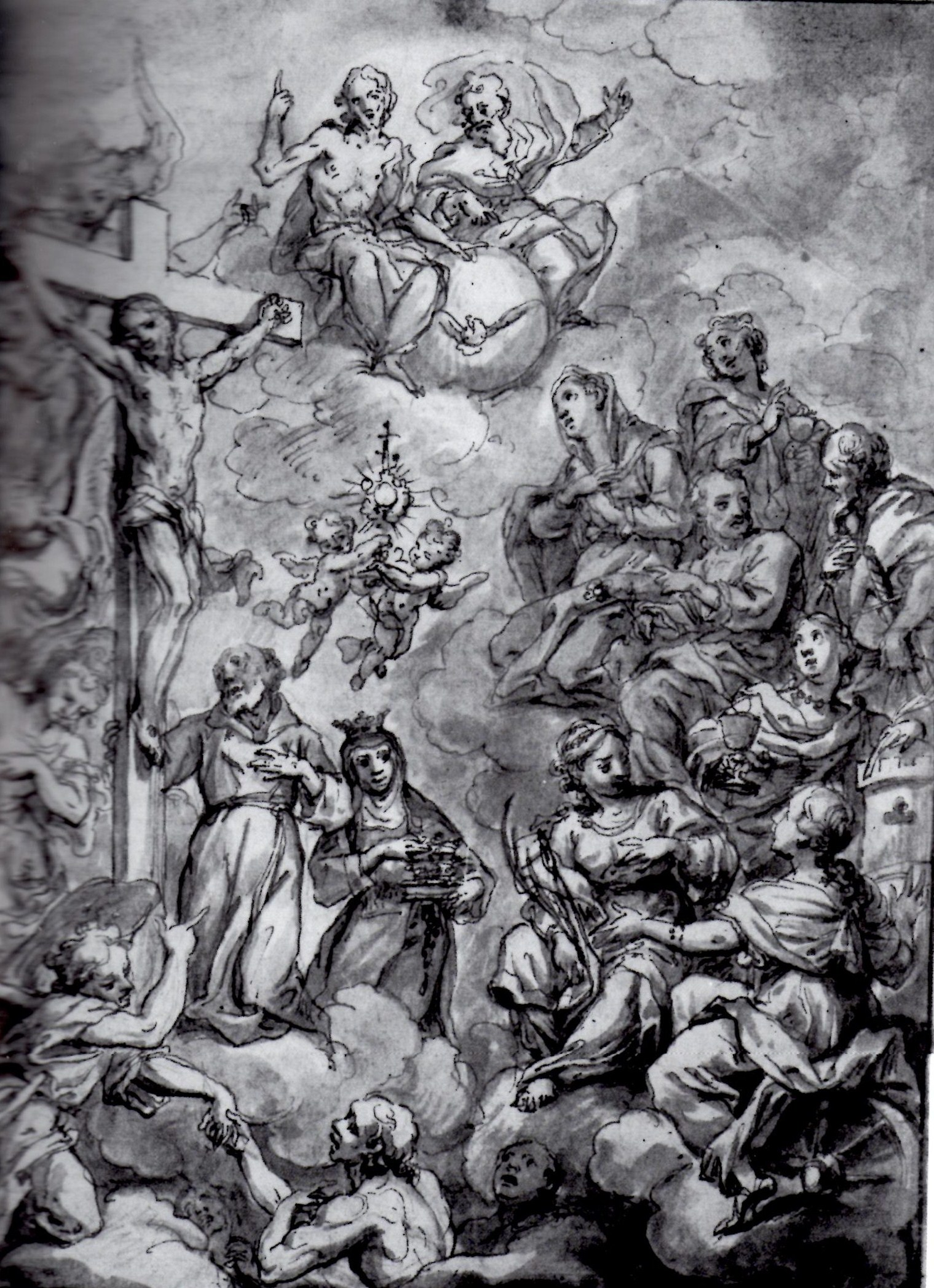
Die sieben Zufluchten (Anton Triva)

1670 wurde er vom Kurfürsten Ferdinand Maria von Bayern und seiner Gemahlin Henriette Adelaide von Savojen nach München berufen, wo er bis zu seinem Tod blieb. In Bayern wurde er zum Hofmaler der Wittelsbacher ernannt. Seine Bilder schmücken das Schloss Nymphenburg, die Residenz München und die Theatinerkirche. Seine Schwester Flaminia Triva assistierte ihm.